# Compsoctena spilophanes
Compsoctena spilophanes är en fjärilsart som beskrevs av Edward Meyrick 1921. Compsoctena spilophanes ingår i släktet Compsoctena och familjen Eriocottidae. Inga underarter finns listade i Catalogue of Life.